# 身毒丸 (舞台作品)
『身毒丸』（しんとくまる）は、寺山修司作の舞台作品（岸田理生との共同台本）。中世の説話『しんとく丸』と『あいごの若』をモチーフにしている。母を売る店で買い求められた撫子と、その義理の息子・身毒丸との宿命的な禁断の愛を描く。

## 概要
舞台作品『身毒丸』は、演劇実験室「天井桟敷」公演として、1978年6月22日から26日まで紀伊國屋ホールで上演された（寺山とJ.A.シーザーの共同演出）。
1995年には、岸田が台本を改訂し、蜷川幸雄演出、当時アイドルとして人気を集めていた武田真治主演で上演、読売演劇大賞を受賞。
1997年には、オーディションで蜷川に見出された藤原竜也（当時15歳）が新たに身毒丸を演じ、ロンドンのバービカン劇場での海外公演で大絶賛を浴びる。演技経験のなかった藤原はこの初舞台で迫力ある演技を見せ、天才新人と話題を呼んだ。
2015年、演劇実験室「天井桟敷」のJ.A.シーザーが天井桟敷解散後に天井桟敷のほとんどの団員とともに旗揚げした演劇実験室◉万有引力 によってオリジナル台本により、初演時同様のオペラ形式に公演を行う。

## あらすじ
かつて確かにあった「東京」という名の町。少年身毒丸は、幼い頃に死んだ母を恋しく思い、その姿を求めて今日も町を彷徨っていた。父親は、「家」とは父、母、子供があってはじめて成り立つものだという理念に則り、母を売る店で新しい母を買うことにする。その店にはかつて旅芸人をしていた撫子という女がいた。身毒丸と撫子の目が合った瞬間、父が彼女を母に選んだ。
「家」という容れ物ができて、その中に家族が入り理想の「家」が出来上がる。しかし身毒丸は撫子のことを母とは認められず反抗的な態度をとる。撫子は、子供に馴染んでもらえないうえ、夫には自分を女性としてではなく、家を構成する母という役割でしか見てもらえないため、自分の身の置き所に苦しんでいた。撫子が家に来て半年が過ぎたが、身毒丸の撫子に対する反抗は留まることを知らない。追いつめられた撫子はついに、身毒丸を折檻する。堪らず逃げ出した身毒丸は、奇妙な仮面売りに出会う。彼のもっていた不思議な穴を使って、亡き母のいる地下世界へ向かう。地獄を彷徨って、やっと出会えたと思った母は、撫子だった。そして、更に2年が経過したが、身毒丸の気持ちは変わらず、父をも苛立たせる。身毒丸と、自分がひとつの家にいると家は地獄になる身毒丸の視線を恐れた撫子は身毒丸の目を潰す。身毒丸は行方不明になる。
父、撫子、連れ子のせんさくという3人による家が成立した頃、盲目となった身毒丸が突如かえってきてせんさくを汚す。家は崩壊し、父は狂う。廃墟となった家で、身毒丸と撫子はついに、男と女として互いを認め合い、未知なる地平の道行きとなる。

## 作品史
- 1978年 - 演劇実験室「天井桟敷」による初演。出演：新高恵子、蘭妖子、若松武、根本豊ほか[1]
- 1995年 - 蜷川幸雄演出版、武田真治、白石加代子主演で初演
- 1996年 - 蜷川演出版で 読売演劇大賞最優秀演出家賞（蜷川幸雄）、優秀作品賞、優秀主演女優賞（白石加代子）、優秀スタッフ賞（宮川彬良）を受賞
- 1997年 - 藤原竜也、白石加代子主演でロンドン公演、翌年には国内各地で凱旋公演
- 2002年 - 『「身毒丸」ファイナル』と題した再々演で、国内ツアー。藤原、白石主演による最終公演とした
- 2008年 - ジョン・F・ケネディ・センター（ワシントンD.C.）主催のフェスティバル「JAPAN! culture＋hyperculture」への招聘作品として、再び藤原、白石の主演で上演。その後、『「身毒丸」復活』と題し、名古屋、大阪、さいたまで凱旋公演が行われた。
- 2011年 - 大竹しのぶ、オーディションで選ばれた矢野聖人主演で上演。過去公演とは劇終盤の展開が異なる台本、新しい楽曲の追加など、大幅な変更が施された。
- 2015年 - 演劇実験室◉万有引力でオリジナル台本に基づく再演(蘇演)。
- 2017年 - 演劇実験室◉万有引力で蘇演版の再演。出演：高田恵篤、伊野尾理枝、小林桂太、蜂谷眞未ほか[2]。

## 蜷川演出版について
当時予定されていた『王女メディア』上演場所の下見のため訪れた蜷川は、パレスチナの人々や風景に強い衝撃を受け、『身毒丸』稽古開始に向けて事前に打ち合わせていた演出プランをすべて白紙に戻してしまった。しかし、稽古場でプランを紡ぎ出していく演出方法がうまく機能し、圧倒的なヴィジュアルイメージを現出させることに成功。以降、蜷川はこの「即興演出」の手法で作品づくりをしている。
『身毒丸』の稽古、上演のために蜷川は初めて彩の国さいたま芸術劇場を利用、これが縁で後に、彩の国シェイクスピア・シリーズの芸術監督、そして（財）埼玉県芸術文化振興財団の芸術監督に就任することになる。また、後にBunkamuraシアターコクーン芸術監督に就任することになる蜷川が、同劇場を使用したのも本作初演が初である。